# Ruskovce (okres Bánovce nad Bebravou)
Ruskovce (Hongaars: Bánruszkóc) is een Slowaakse gemeente in de regio Trenčín, en maakt deel uit van het district Bánovce nad Bebravou.
Ruskovce telt 516 inwoners.